# Centraal-Europese Internationale Beker 1936-1938
De Centraal-Europese Internationale Beker van 1936–38 was een vriendschappelijk voetbaltoernooi is begonnen op 22 maart 1936. Het was de vierde (professionele) editie van dit toernooi.
Door de Anschluss werd dit toernooi nooit afgemaakt. Een aantal wedstrijden werd daardoor niet gespeeld.

## Opzet en deelnemende landen
Aan het toernooi deden vijf landen mee, allemaal landen uit Centraal-Europa, het ging om Hongarije, Italië, Oostenrijk Tsjecho-Slowakije en Zwitserland. Alle deelnemende landen spelen in een aantal jaar twee wedstrijden tegen elkaar, een uit- en thuiswedstrijd.

## Eindstand
| Pos | Team              | Wed | W | G | V | Ptn | DV | DT | +/− |  | HUN | ITA  | TCH | OOS | ZWI |
| --- | ----------------- | --- | - | - | - | --- | -- | -- | --- |  | --- | ---- | --- | --- | --- |
| 1   | Hongarije         | 7   | 5 | 0 | 2 | 10  | 24 | 15 | +9  |  | —   | X    | 8–3 | 5–3 | 2–0 |
| 2   | Italië            | 4   | 3 | 1 | 0 | 7   | 9  | 4  | +5  |  | 2–0 | —    | X   | X   | 4–2 |
| 3   | Tsjecho-Slowakije | 7   | 3 | 1 | 3 | 7   | 16 | 20 | −4  |  | 5–2 | 0–1  | —   | 2–1 | 5–3 |
| 4   | Oostenrijk        | 6   | 2 | 1 | 3 | 5   | 13 | 14 | −1  |  | 1–2 | 2–0  | 1–1 | —   | 4–3 |
| 5   | Zwitserland       | 8   | 1 | 1 | 6 | 3   | 16 | 25 | −9  |  | 1–5 | 1–11 | 4–0 | 1–3 | —   |

## Wedstrijden
|                                  |                  |         |                   |                                                                                  |
| 22 maart 1936 «onderlinge duels» | Oostenrijk       | 1–1     | Tsjecho-Slowakije | Praterstadion, Wenen Toeschouwers: 53.000 Scheidsrechter: Francesco Mattea (ITA) |
| 22 maart 1936 «onderlinge duels» | Bican 73' (pen.) | Verslag | 59' Zajíček       | Praterstadion, Wenen Toeschouwers: 53.000 Scheidsrechter: Francesco Mattea (ITA) |

|                                                    |                                         |         |                             |                                                                                        |
| 27 september 1936 «onderlinge duels» 16:00 (UTC+1) | Hongarije                               | 5–3     | Oostenrijk                  | Üllői úti stadion, Boedapest Toeschouwers: 25.000 Scheidsrechter: Lucien Leclerq (FRA) |
| 27 september 1936 «onderlinge duels» 16:00 (UTC+1) | Toldi 15', 29', 63' Cseh 40' Titkos 72' | Verslag | 2' Binder 27', 64' Sindelar | Üllői úti stadion, Boedapest Toeschouwers: 25.000 Scheidsrechter: Lucien Leclerq (FRA) |

|                                                  |                                     |         |                     |                                                                                   |
| 18 oktober 1936 «onderlinge duels» 13:00 (UTC+1) | Tsjecho-Slowakije                   | 5–2     | Hongarije           | Generali Arena, Praag Toeschouwers: 22.000 Scheidsrechter: Walter Lewington (ENG) |
| 18 oktober 1936 «onderlinge duels» 13:00 (UTC+1) | Kloz 27', 30', 79', 82' Kopecký 87' | Verslag | 7' Titkos 33' Toldi | Generali Arena, Praag Toeschouwers: 22.000 Scheidsrechter: Walter Lewington (ENG) |

|                                                  |                                        |         |                        |                                                                          |
| 25 oktober 1936 «onderlinge duels» 15:00 (UTC+1) | Italië                                 | 4–2     | Zwitserland            | San Siro, Milaan Toeschouwers: 40.000 Scheidsrechter: Peco Bauwens (GER) |
| 25 oktober 1936 «onderlinge duels» 15:00 (UTC+1) | Meazza 26' Piola 37', 53' Pasinati 60' | Verslag | 31' Bickel 76' Diebold | San Siro, Milaan Toeschouwers: 40.000 Scheidsrechter: Peco Bauwens (GER) |

|                                                  |                  |         |                               |                                                                                |
| 8 november 1936 «onderlinge duels» 15:00 (UTC+1) | Zwitserland      | 1–3     | Oostenrijk                    | Letzigrund, Zurich Toeschouwers: 22.000 Scheidsrechter: Karl Weingartner (GER) |
| 8 november 1936 «onderlinge duels» 15:00 (UTC+1) | Sesta 90' (e.d.) | Verslag | 26', 80' Binder 71' Hahnemann | Letzigrund, Zurich Toeschouwers: 22.000 Scheidsrechter: Karl Weingartner (GER) |

|                                                   |                                                |         |                                   |                                                                                   |
| 21 februari 1937 «onderlinge duels» 15:00 (UTC+1) | Tsjecho-Slowakije                              | 5–3     | Zwitserland                       | Letenskýstadion, Praag Toeschouwers: 20.000 Scheidsrechter: Lucien Leclercq (FRA) |
| 21 februari 1937 «onderlinge duels» 15:00 (UTC+1) | Kopecky 15', 43' Svoboda 44' Horak 50' Puč 76' | Verslag | 18' (pen.) Wagner 55', 84' Bickel | Letenskýstadion, Praag Toeschouwers: 20.000 Scheidsrechter: Lucien Leclercq (FRA) |

|                                                |                                     |           |        |                                                                             |
| 21 maart 1937 «onderlinge duels» 15:30 (UTC+1) | Oostenrijk                          | 2–0 (73e) | Italië | Praterstadion, Wenen Toeschouwers: 52.000 Scheidsrechter: Carl Olsson (SWE) |
| 21 maart 1937 «onderlinge duels» 15:30 (UTC+1) | Jerusalem 40', 47' Stroh 63' (pen.) | Verslag   |        | Praterstadion, Wenen Toeschouwers: 52.000 Scheidsrechter: Carl Olsson (SWE) |

|                                                |             |         |                                               |                                                                                 |
| 11 april 1937 «onderlinge duels» 15:00 (UTC+1) | Zwitserland | 1–5     | Hongarije                                     | Stadion Rankhof, Bazel Toeschouwers: 16.000 Scheidsrechter: John Langenus (BEL) |
| 11 april 1937 «onderlinge duels» 15:00 (UTC+1) | Aeby 58'    | Verslag | 26' Sárosi 41', 61', 71' Zsengellér 77' Dudas | Stadion Rankhof, Bazel Toeschouwers: 16.000 Scheidsrechter: John Langenus (BEL) |

|                                                |                         |         |           | |
| 25 april 1937 «onderlinge duels» 15:00 (UTC+1) | Italië                  | 2–0     | Hongarije | Stadio Municipale Benito Mussolini, Turijn Toeschouwers: 28.000 Scheidsrechter: William Bangerter (SUI) |
| 25 april 1937 «onderlinge duels» 15:00 (UTC+1) | Colaussi 33' Frossi 81' | Verslag |           | Stadio Municipale Benito Mussolini, Turijn Toeschouwers: 28.000 Scheidsrechter: William Bangerter (SUI) |

|                                              |                   |         |           |                                                                               |
| 23 mei 1937 «onderlinge duels» 16:00 (UTC+1) | Tsjecho-Slowakije | 0–1     | Italië    | Generali Arena, Praag Toeschouwers: 30.000 Scheidsrechter: Peco Bauwens (GER) |
| 23 mei 1937 «onderlinge duels» 16:00 (UTC+1) |                   | Verslag | 24' Piola | Generali Arena, Praag Toeschouwers: 30.000 Scheidsrechter: Peco Bauwens (GER) |

|                                                    |                                                         |         |                               |                                                                                            |
| 19 september 1937 «onderlinge duels» 16:00 (UTC+1) | Hongarije                                               | 8–3     | Tsjecho-Slowakije             | Hungária Körúti Stadion, Boedapest Toeschouwers: 27.000 Scheidsrechter: Peco Bauwens (GER) |
| 19 september 1937 «onderlinge duels» 16:00 (UTC+1) | Zsengellér 15' Sárosi 34', 51', 60', 62', 77', 80', 85' | Verslag | 21' Riha 26' Rulc 65' Nejedlý | Hungária Körúti Stadion, Boedapest Toeschouwers: 27.000 Scheidsrechter: Peco Bauwens (GER) |

|                                                    |                                          |         |                                 |                                                                              |
| 19 september 1937 «onderlinge duels» 16:00 (UTC+1) | Oostenrijk                               | 4–3     | Zwitserland                     | Praterstadion, Wenen Toeschouwers: 33.000 Scheidsrechter: Mika Popović (YUG) |
| 19 september 1937 «onderlinge duels» 16:00 (UTC+1) | Sindelar 2' Jerusalem 8', 28' Geiter 39' | Verslag | 36' Walaschek 41' Aeby 77' Aeby | Praterstadion, Wenen Toeschouwers: 33.000 Scheidsrechter: Mika Popović (YUG) |

|                                                  |            |         |                     |                                                                                |
| 10 oktober 1937 «onderlinge duels» 15:30 (UTC+1) | Oostenrijk | 1–2     | Hongarije           | Praterstadion, Wenen Toeschouwers: 44.000 Scheidsrechter: Charles Argent (ENG) |
| 10 oktober 1937 «onderlinge duels» 15:30 (UTC+1) | Stroh 76'  | Verslag | 21' Sárosi 78' Cseh | Praterstadion, Wenen Toeschouwers: 44.000 Scheidsrechter: Charles Argent (ENG) |

|                                                  |                   |         |            |                                                                               |
| 24 oktober 1937 «onderlinge duels» 15:00 (UTC+1) | Tsjecho-Slowakije | 2–1     | Oostenrijk | Letenskýstadion, Praag Toeschouwers: 35.000 Scheidsrechter: Pál Hertzka (HUN) |
| 24 oktober 1937 «onderlinge duels» 15:00 (UTC+1) | Říha 75' Kloz 76' | Verslag | 18' Neumer | Letenskýstadion, Praag Toeschouwers: 35.000 Scheidsrechter: Pál Hertzka (HUN) |

|                                                  |                                 |         |               |                                                                                          |
| 31 oktober 1937 «onderlinge duels» 15:00 (UTC+1) | Zwitserland                     | 2–2     | Italië        | Stade des Charmilles, Geneve Toeschouwers: 25.000 Scheidsrechter: Walter Lewington (ENG) |
| 31 oktober 1937 «onderlinge duels» 15:00 (UTC+1) | Walaschek 17' (pen.) Wagner 23' | Verslag | 5', 85' Piola | Stade des Charmilles, Geneve Toeschouwers: 25.000 Scheidsrechter: Walter Lewington (ENG) |

|                                                   |                     |         |             |                                                                                      |
| 14 november 1937 «onderlinge duels» 14:00 (UTC+1) | Hongarije           | 2–0     | Zwitserland | Üllői úti stadion, Boedapest Toeschouwers: 12.000 Scheidsrechter: Mika Popovic (YUG) |
| 14 november 1937 «onderlinge duels» 14:00 (UTC+1) | Sárosi 3' Toldi 74' | Verslag |             | Üllői úti stadion, Boedapest Toeschouwers: 12.000 Scheidsrechter: Mika Popovic (YUG) |

|                                               |                                           |         |                   |                                                                                 |
| 3 april 1938 «onderlinge duels» 15:00 (UTC+1) | Zwitserland                               | 4–0     | Tsjecho-Slowakije | Stadion Rankhof, Bazel Toeschouwers: 20.000 Scheidsrechter: Reginald Rudd (ENG) |
| 3 april 1938 «onderlinge duels» 15:00 (UTC+1) | Monnard 28' Grassi 30' Aeby 39' Amado 80' | Verslag |                   | Stadion Rankhof, Bazel Toeschouwers: 20.000 Scheidsrechter: Reginald Rudd (ENG) |

Niet gespeeld
|  |           |   |        |  |
|  | Hongarije | X | Italië |  |
|  |           |   |        |  |

|  |        |   |                   |  |
|  | Italië | X | Tsjecho-Slowakije |  |
|  |        |   |                   |  |

|  |        |   |            |  |
|  | Italië | X | Oostenrijk |  |
|  |        |   |            |  |

## Topscorers
| Speler           | Land              | Doelpunten |
| ---------------- | ----------------- | ---------- |
| György Sárosi    | Hongarije         | 10         |
| František Kloz   | Tsjecho-Slowakije | 5          |
| Silvio Piola     | Italië            | 5          |
| Géza Toldi       | Hongarije         | 5          |
| Gyula Zsengellér | Hongarije         | 4          |